# Meunier (champignon)
Clitopilus prunulus
Pour les articles homonymes, voir Meunier.
Espèce

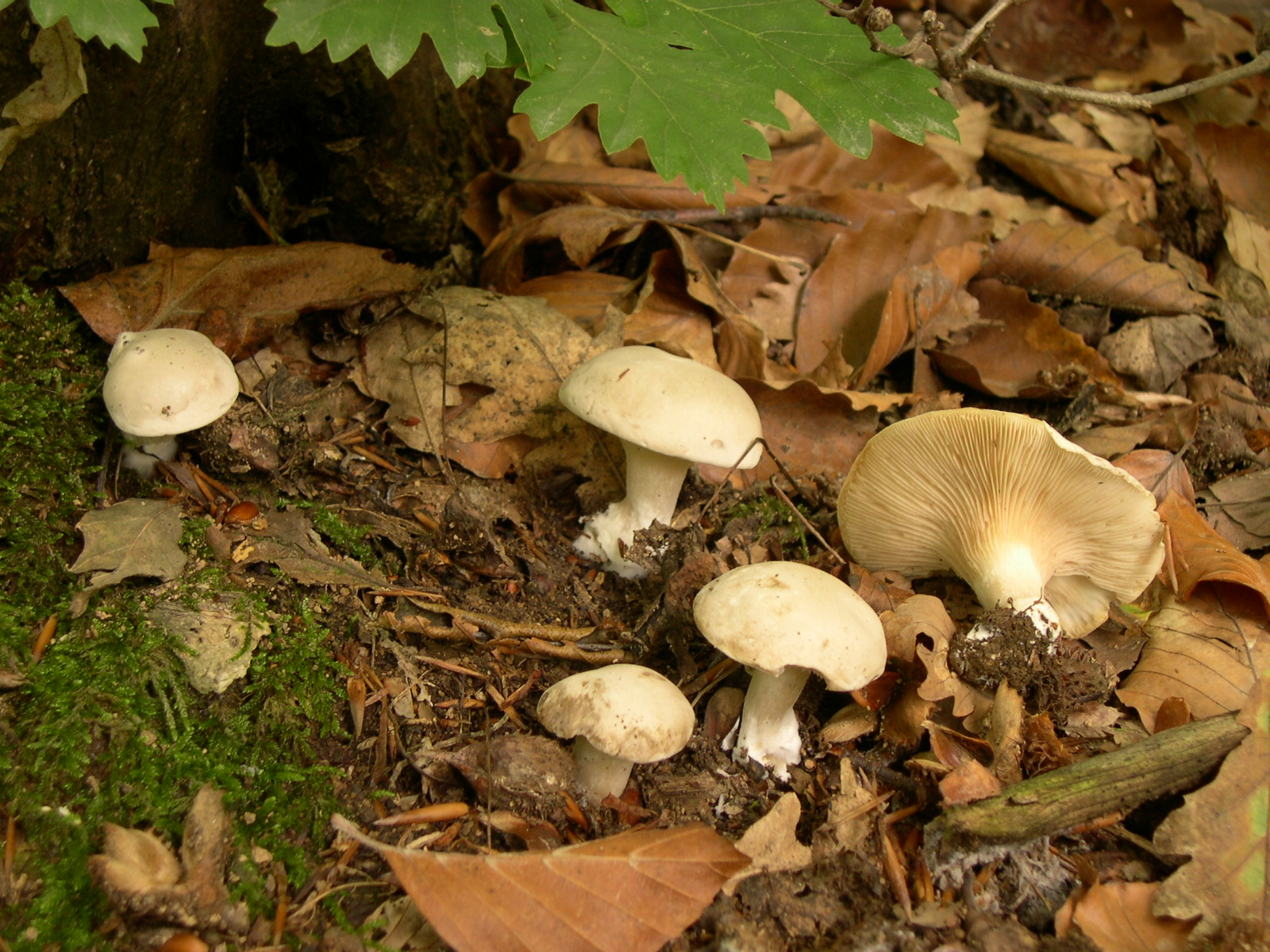
Clitopilus prunulus, aspect sous condition sèche

Le meunier (Clitopilus prunulus), aussi appelé Clitopile petite prune, Clitopile pruineux, langue de carpe, garde-cèpe ou mère de cèpe, est une espèce de champignon basidiomycète comestible de la famille des Entolomataceae, du genre Clitopilus.

## Taxonomie

### Nom binomial accepté
- Clitopilus prunulus (Scop. 1772) P. Kumm. 1871[3]

### Basionyme
- Agaricus prunulus Scop. 1772[4]

### Synonymes
- Agaricus orcella Bull. 1793
- Agaricus prunulus Scop. 1772
- Clitopilus orcella (Bull.) P. Kumm. 1871
- Paxillopsis prunulus (Scop.) J.E. Lange 1939
- Paxillopsis prunulus (Scop.) J.E. Lange 1940
- Pleuropus orcellus (Bull.) Gray 1821
- Pleuropus prunulus (Scop.) Murrill 1917

### Sous-espèces
- Clitopilus prunulus var. amarus Joss. 1941[5]
- Clitopilus prunulus var. pinetorum Sacc. 1915[5]

### Origine du nom vernaculaire
La saveur est douce et il dégage une « forte odeur de farine fraiche » d'où son nom de « meunier ».

### Traduction du nom français
Le nom latin prunulus a souvent été traduit de façon erronée par petite prune, il s'agit de l'adjectif pruineux, couvert de givre, ce qui est une de ses caractéristiques.[réf. nécessaire]

## Description

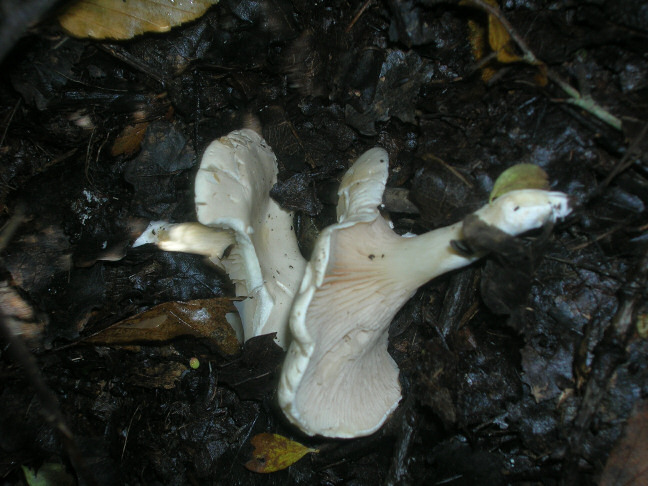
Clitopilus prunulus, aspect sous condition humide

Le chapeau mesure de 3 à 10 cm. D'aspect mat, charnu, convexe jeune, puis se creusant au centre, il devient déprimé en vieillissant.
Sa marge enroulée et ondulée.
La cuticule est blanchâtre, avec des nuances gris pâle. Elle est typiquement pruineuse.
Les lames sont blanches quand le champignon est très jeune, puis elles deviennent roses à maturité, elles sont décurrentes.
Le pied est court (0,7 à 1,5 cm de diamètre pour une hauteur de 2 à 5 cm). Il est souvent excentré et évasé au sommet.
Le sporophore dégage une odeur typique de farine fraiche, parfois comparée à l'odeur d'un ancien moulin à grain, ou à l'écorce de pastèque.
Les spores sont largement fusiformes. La sporée est de couleur rose à rose saumon.

## Habitat
Le champignon est saprophyte ; les sporophores sont dispersés ou grégaires, sous les feuillus ou les conifères dans les zones herbeuses, les coupe-feu et les forêts ouvertes, de l'été à l'automne, ou en hiver dans les climats plus chauds ; il est largement distribué dans l'hémisphère nord.
On dit qu'il annonce le cèpe de Bordeaux car il pousse quelques semaines avant celui-ci aux mêmes endroits. Certains mycologues l'appellent "garde-cèpe" ou encore "mère du cèpe",.

## Comestibilité
La chair blanche et molle de ce champignon est très appréciée, d'autant qu'elle n'est jamais véreuse. Vieux, il se gorge d'eau et est rapidement dégradé par des hyphomycètes.
Cet excellent comestible, reconnaissable à son odeur forte de farine fraîche qui disparaît lors de la cuisson, peut être facilement confondu avec des clitocybes blancs très dangereux, notamment Clitocybe candicans ou Clitocybe cerussata dont les lames ne sont pas roses, mais blanches ou crème, dont l'odeur est moins farineuse. La différence ne saute pas aux yeux de l'amateur, et le risque de confusion est très important ; une identification précise est donc indispensable avant consommation.

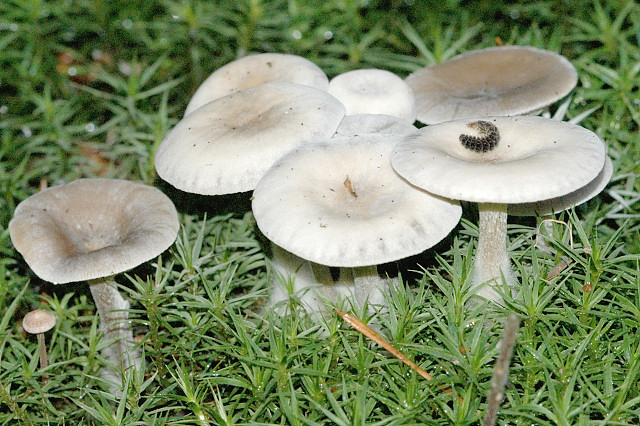
Clitocybe candicans : lames blanches peu décurrentes, chapeau déprimé
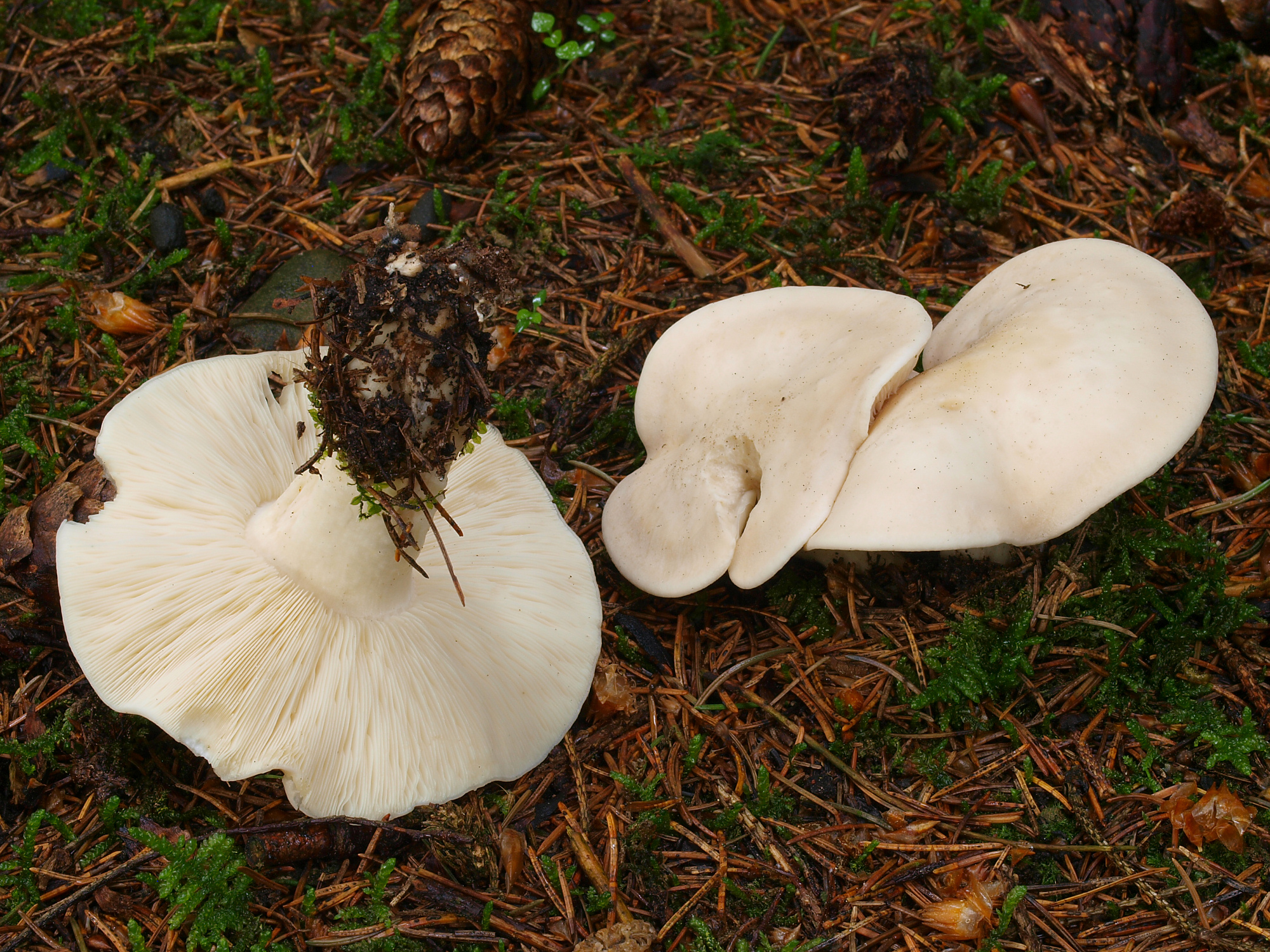
Calocybe gambosa, lames adnées, sporophore convexe, pousse au printemps
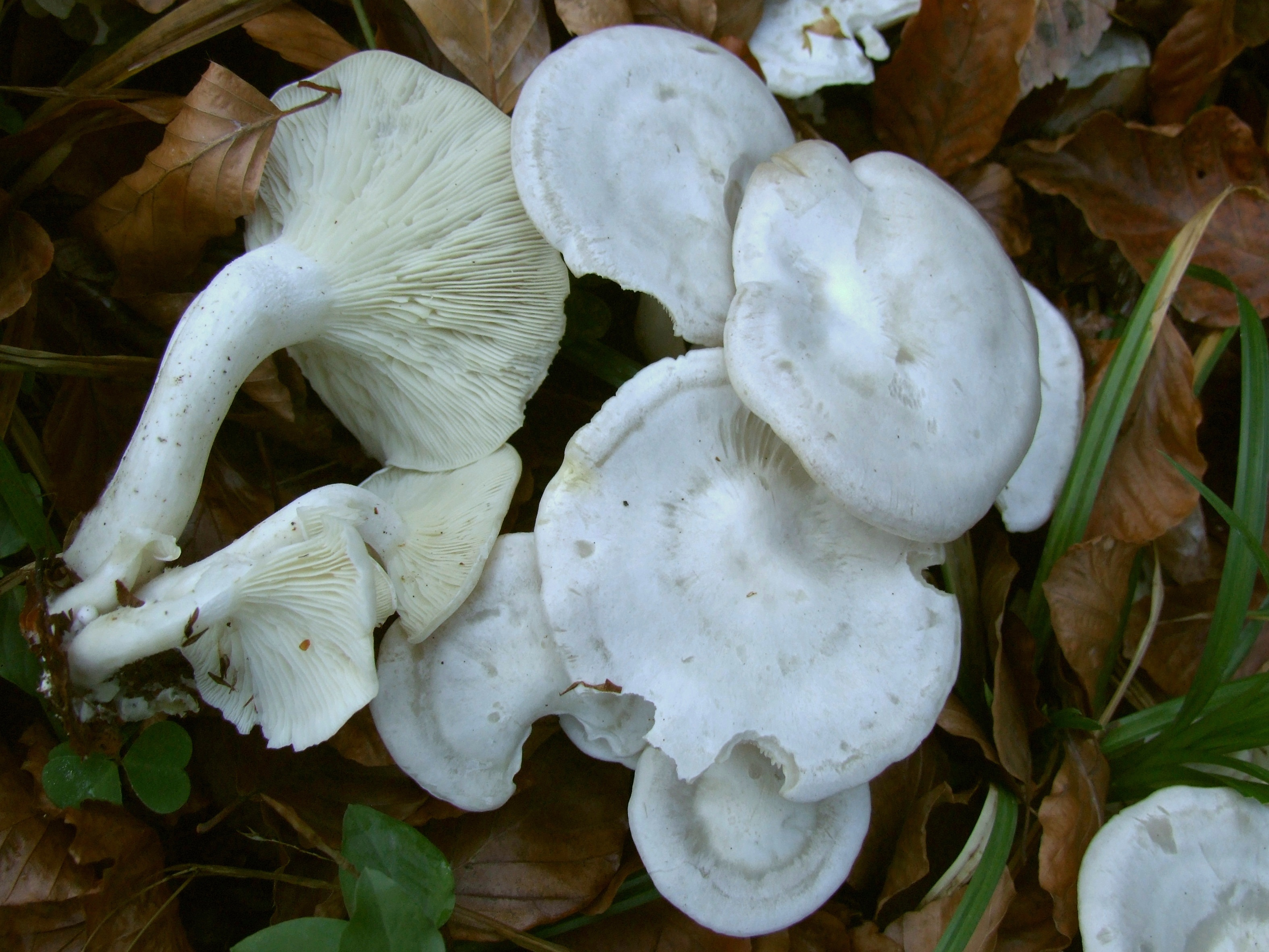
Clitocybe rivulosa, lames adnexées, séparées du pied, le sporophore infundibuliforme